# Colonia
Colonia (flertal: coloniae) var en romersk udpost, almindeligvis etableret af veteraner fra en romersk legion, som fik landområder som løn når de blev «pensioneret» fra legionen. Efterhånden udviklede begrebet sig til at betegne den højeste status for en romersk by.
Nogle eksempler:
- Lincoln, oprindelig Lindum Colonia.
- Colchester, oprindelig Colonia Claudia Victricensis.
- Jerusalem, Colonia Aelia Capitolina, efter den jødiske krig).
- Köln, oprindelig Colonia Claudia Ara Agrippinensis.

## Moderne former
- I Mexico bliver colonia brugt som et synonym på nabolag.
- Oprindelige spanske bosættelser langs grænsen  USA/Mexico kaldes også colonias.